# 2003 QU91
2003 QU91, também escrito como 2003 QU91, é um objeto transnetuniano que está localizado no Cinturão de Kuiper, uma região do Sistema Solar. Este corpo celeste é classificado como um provável cubewano. Ele possui uma magnitude absoluta de 7,0 e tem um diâmetro estimado com 175 km.

## Descoberta
2003 QU91 foi descoberto no dia 25 de agosto de 2003 pelo astrônomo Marc W. Buie.

## Órbita
A órbita de 2003 QU91 tem uma excentricidade de 0,139 e possui um semieixo maior de 43,634 UA. O seu periélio leva o mesmo a uma distância de 37,557 UA em relação ao Sol e seu afélio a 49,710 UA.